# 正木 (名古屋市)
正木（まさき）は、愛知県名古屋市中区の地名。現行行政地名は正木一丁目から正木四丁目および正木町。住居表示実施。

## 地理
名古屋市中区南西端部に位置する。東は古渡町・金山一丁目・金山町1丁目、西は中川区、南は熱田区、北は松原三丁目に接する。

## 歴史
江戸期は愛知郡古渡村の一部であった。当地周辺には弥生時代から平安時代の古代遺跡が多く確認されており、郡衙、新溝駅家、願興寺（定額寺）が当地に建てられていたとする説が有力視されている。

### 町名の由来
享保年間成立の『俳諧古渡集』によると、景清屋敷に茂っていた藪を崩してできた町であるので「正木町」と呼ぶようになったという。古くは「手のひら」とも呼ばれたという。

### 行政区画の変遷
- 1878年（明治11年）12月20日 - 古渡町の一部により、名古屋区正木町として成立[1]。
- 1889年（明治22年）10月1日 - 名古屋市成立に伴い、同市正木町となる[5]。
- 1908年（明治41年）4月1日 - 中区成立に伴い、同区正木町となる[1]。
- 1939年（昭和14年）12月15日 - 1〜5丁目が設定される[1]。
- 1977年（昭和52年）5月8日 - 蛭子町・葛町の各全域および下茶屋町・下堀川町・古渡町・正木町の各一部により正木一丁目が、古渡町・正木町の各一部により正木二丁目および正木三丁目がそれぞれ成立する[5]。
- 1980年（昭和55年）7月13日 - 古渡町および正木町の各一部により正木四丁目が成立[5]。また、正木町は、一部が新尾頭一丁目に編入され、堀川および鉄道敷地に一部を残し、大部分が消滅[5]。

## 世帯数と人口
2019年（平成31年）2月1日現在の世帯数と人口は以下の通りである。
| 丁目       | 世帯数    | 人口    |
| ---------- | --------- | ------- |
| 正木一丁目 | 651世帯   | 1,293人 |
| 正木二丁目 | 753世帯   | 1,525人 |
| 正木三丁目 | 913世帯   | 1,773人 |
| 正木四丁目 | 507世帯   | 689人   |
| 計         | 2,824世帯 | 5,280人 |

### 人口の変遷
国勢調査による人口の推移
| 1995年（平成7年）  | 3,787人 | [ WEB 6 ]  |  |
| 2000年（平成12年） | 4,152人 | [ WEB 7 ]  |  |
| 2005年（平成17年） | 4,459人 | [ WEB 8 ]  |  |
| 2010年（平成22年） | 5,045人 | [ WEB 9 ]  |  |
| 2015年（平成27年） | 5,194人 | [ WEB 10 ] |  |

## 学区
市立小・中学校に通う場合、学校等は以下の通りとなる。また、公立高等学校に通う場合の学区は以下の通りとなる。
| 丁目       | 番・番地等 | 小学校               | 中学校                 | 高等学校 |
| ---------- | ---------- | -------------------- | ---------------------- | -------- |
| 正木一丁目 | 全域       | 名古屋市立正木小学校 | 名古屋市立伊勢山中学校 | 尾張学区 |
| 正木二丁目 | 全域       | 名古屋市立正木小学校 | 名古屋市立伊勢山中学校 | 尾張学区 |
| 正木三丁目 | 全域       | 名古屋市立正木小学校 | 名古屋市立伊勢山中学校 | 尾張学区 |
| 正木四丁目 | 全域       | 名古屋市立正木小学校 | 名古屋市立伊勢山中学校 | 尾張学区 |

## 施設

### 正木一丁目
- 名古屋市立正木小学校[2]
- 山王稲荷[2]

- 正木小学校
- 古渡稲荷神社

### 正木二丁目
- 正木公園[2]
- 闇之森八幡社[2]

- 正木公園
- 闇之森八幡社

### 正木三丁目
- 正木郵便局[2]
- 名古屋市立伊勢山中学校[2]
- 金山プラザホテル
- 金山公園[2]
- 東海労働金庫金山店[2]
- 日蓮宗妙住寺[2]
- ナゴヤスポーツガーデン

かつて所在。同名の株式会社により運営されたレジャー施設。ボウリング場（48レーン）、アーチェリー場、レーシングカー、回転ブランコやカーショールームを備えていた。1964年（昭和39年）12月開業。

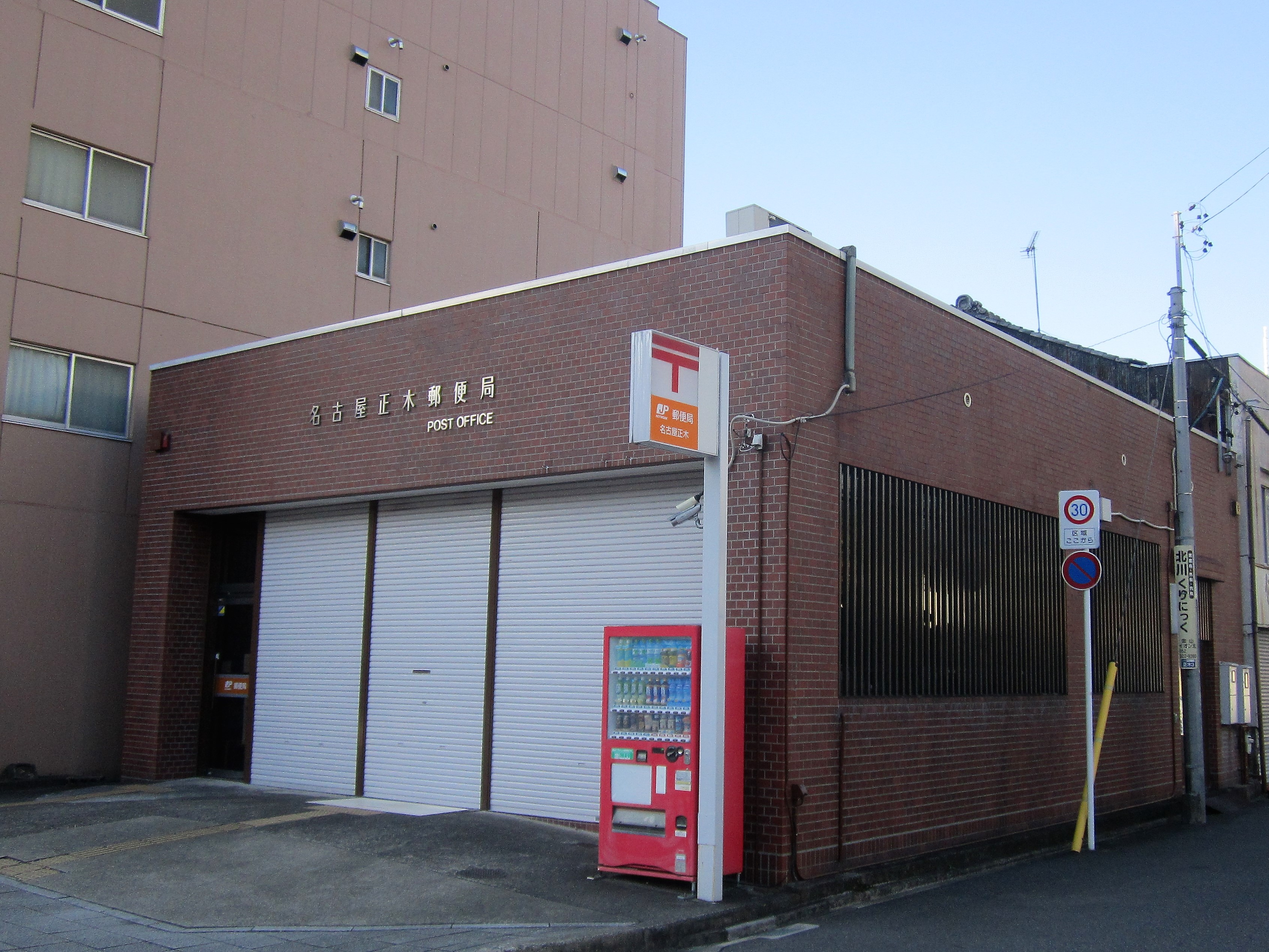
正木郵便局
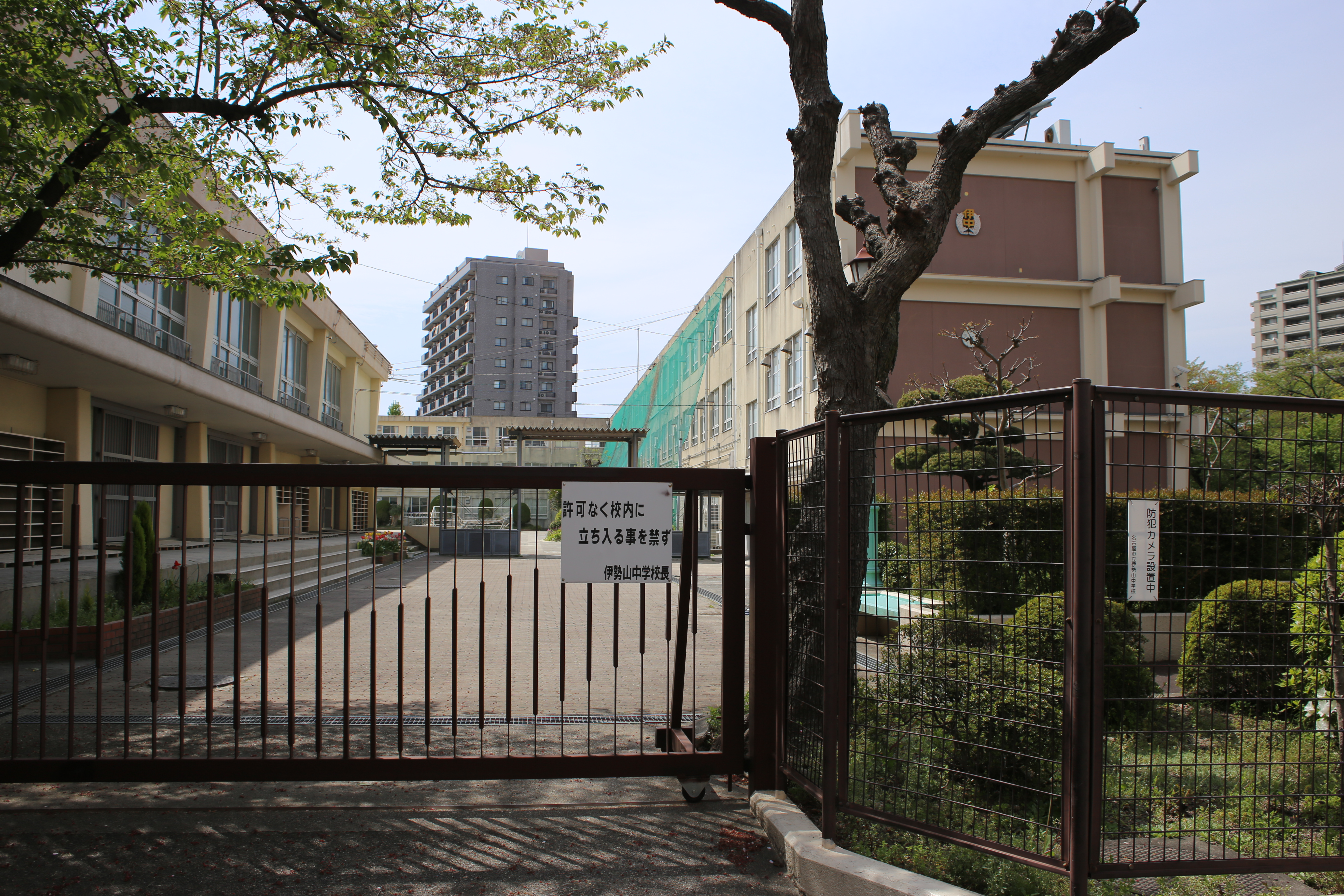
伊勢山中学校
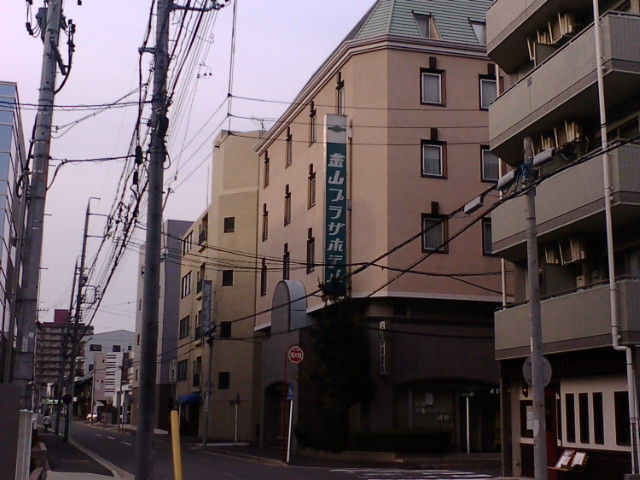
金山プラザホテル
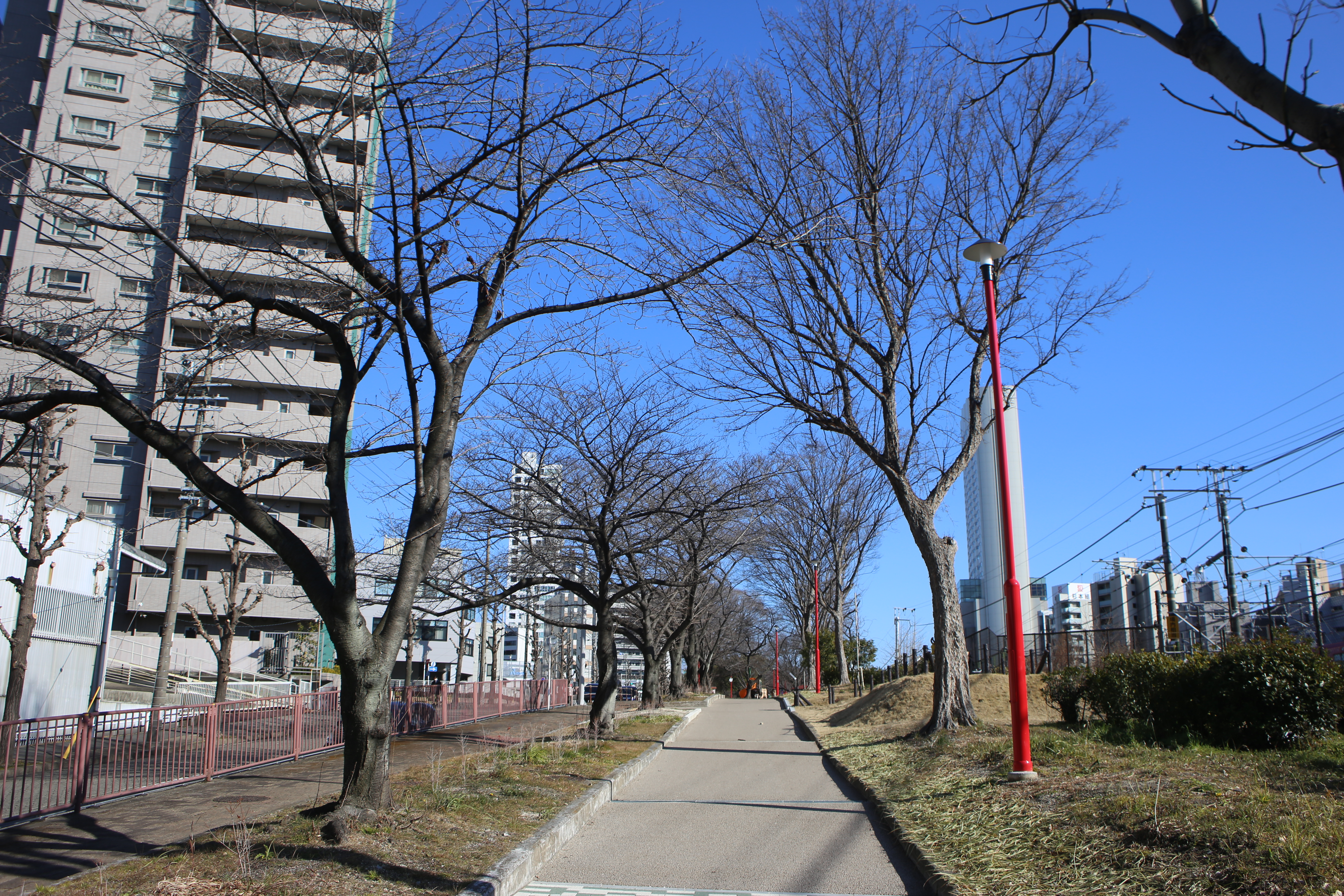
金山公園
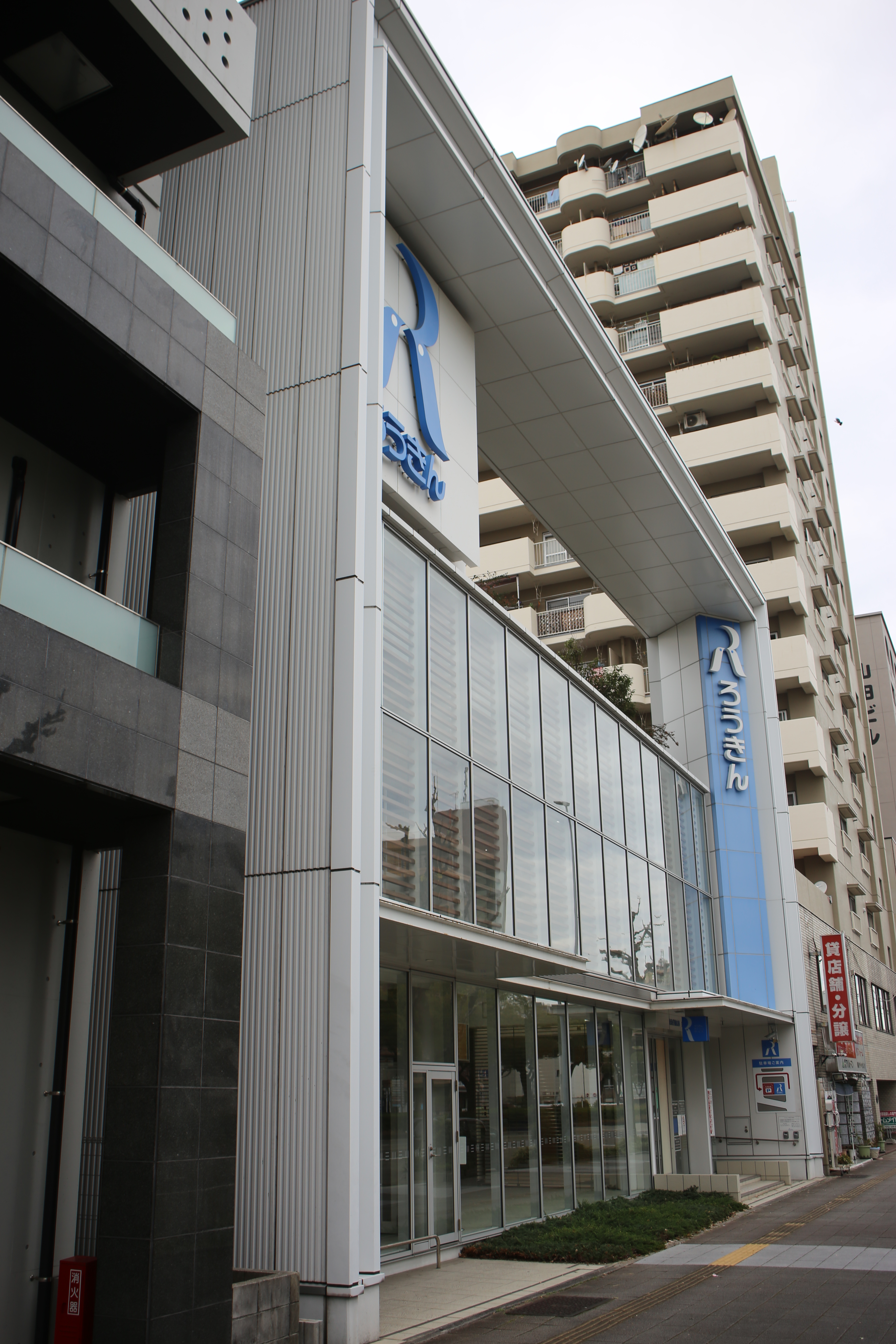
東海労働金庫金山店

### 正木四丁目
- 浄土宗願興寺[2]
- 臨済宗妙心寺派泰雲寺[2]

- 願興寺

## 交通
- 伏見通（国道19号）
- 山王通（名古屋市道山王線）
- 佐屋街道（愛知県道115号津島七宝名古屋線）

## その他

### 日本郵便
- 郵便番号 : 460-0024[WEB 3]（集配局：名古屋中郵便局[WEB 13]）。

### WEB
1. ↑  “愛知県名古屋市中区の町丁・字一覧”.   人口統計ラボ. 2017年4月7日閲覧。
2. 1 2  “町・丁目(大字)別、年齢(10歳階級)別公簿人口(全市・区別)”.   名古屋市 (2019年2月20日). 2019年2月20日閲覧。
3. 1 2  “郵便番号”.  日本郵便. 2019年2月10日閲覧。
4. ↑  “市外局番の一覧”.   総務省. 2019年1月6日閲覧。
5. 1 2  名古屋市役所市民経済局地域振興部住民課町名表示係 (2015年10月21日). “中区の町名一覧”.   名古屋市. 2017年4月7日閲覧。
6. ↑  総務省統計局 (2014年3月28日). “平成7年国勢調査の調査結果(e-Stat) - 男女別人口及び世帯数 －町丁・字等” (CSV). 2019年4月27日閲覧。
7. ↑  総務省統計局 (2014年5月30日). “平成12年国勢調査の調査結果(e-Stat) - 男女別人口及び世帯数 －町丁・字等” (CSV). 2019年4月27日閲覧。
8. ↑  総務省統計局 (2014年6月27日). “平成17年国勢調査の調査結果(e-Stat) - 男女別人口及び世帯数 －町丁・字等” (CSV). 2019年4月27日閲覧。
9. ↑  総務省統計局 (2012年1月20日). “平成22年国勢調査の調査結果(e-Stat) - 男女別人口及び世帯数 －町丁・字等” (CSV). 2019年4月27日閲覧。
10. ↑  総務省統計局 (2017年1月27日). “平成27年国勢調査の調査結果(e-Stat) - 男女別人口及び世帯数 －町丁・字等” (CSV). 2019年4月27日閲覧。
11. ↑  “市立小・中学校の通学区域一覧”.   名古屋市 (2018年11月10日). 2019年1月14日閲覧。
12. ↑  “平成29年度以降の愛知県公立高等学校（全日制課程）入学者選抜における通学区域並びに群及びグループ分け案について”.   愛知県教育委員会 (2015年2月16日). 2019年1月14日閲覧。
13. ↑  郵便番号簿 平成29年度版 - 日本郵便. 2019年02月26日閲覧 (PDF)

### 書籍
1. 1 2 3 4  福岡清彦 1976, p. 7.
2. 1 2 3 4 5 6 7 8 9 10 11 12 13  「角川日本地名大辞典」編纂委員会 1989, p. 1481.

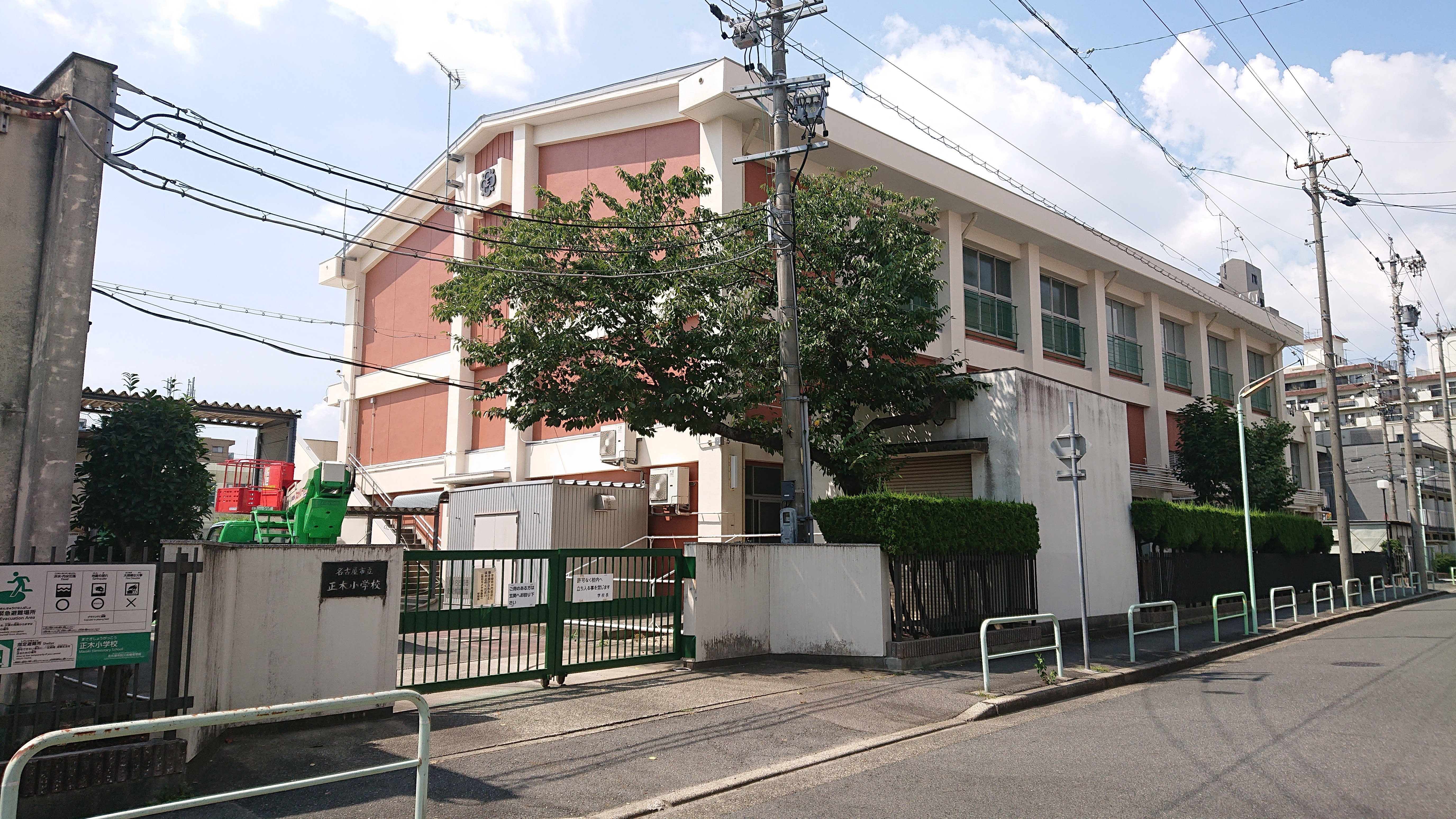
正木小学校
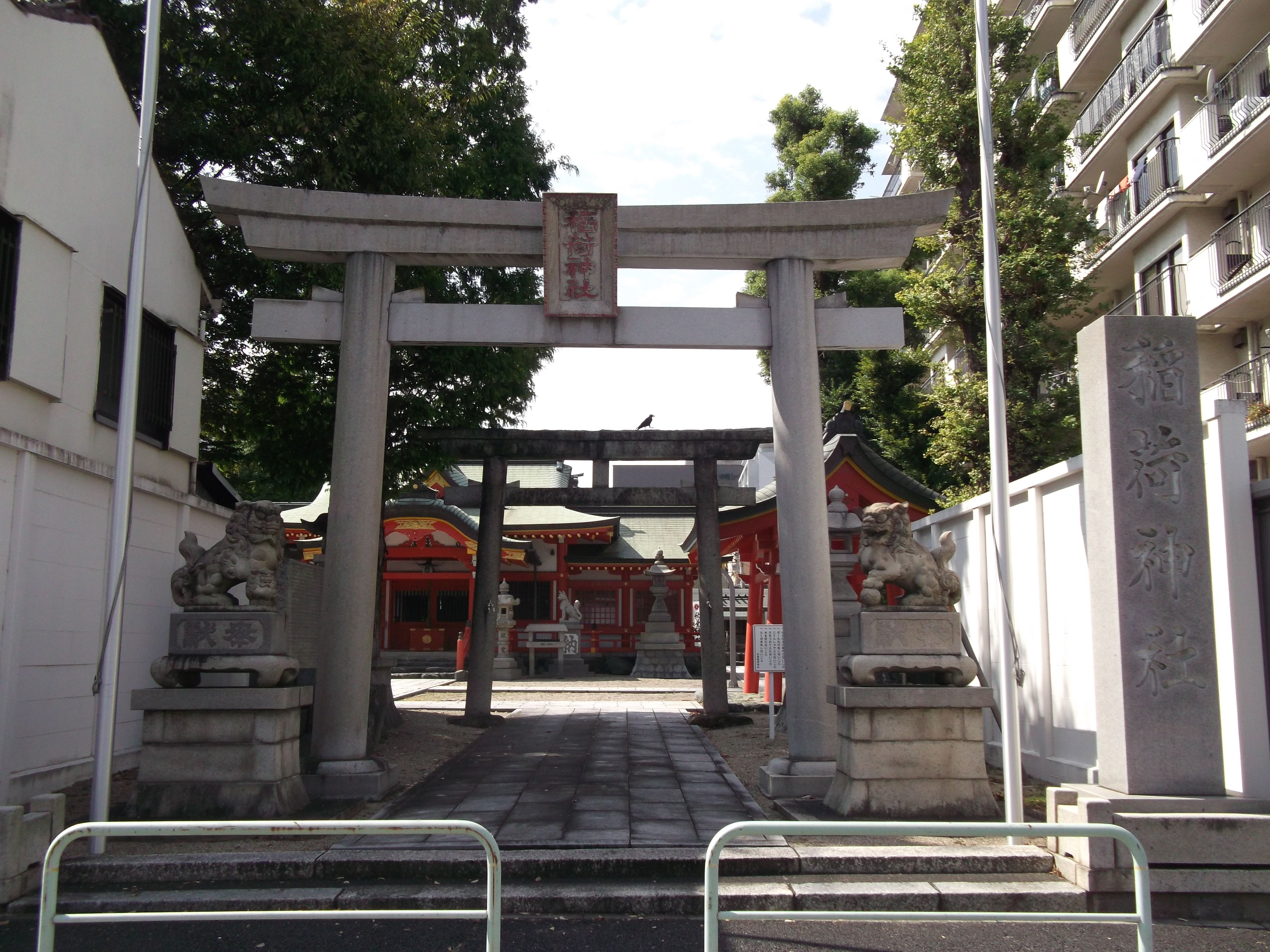
古渡稲荷神社

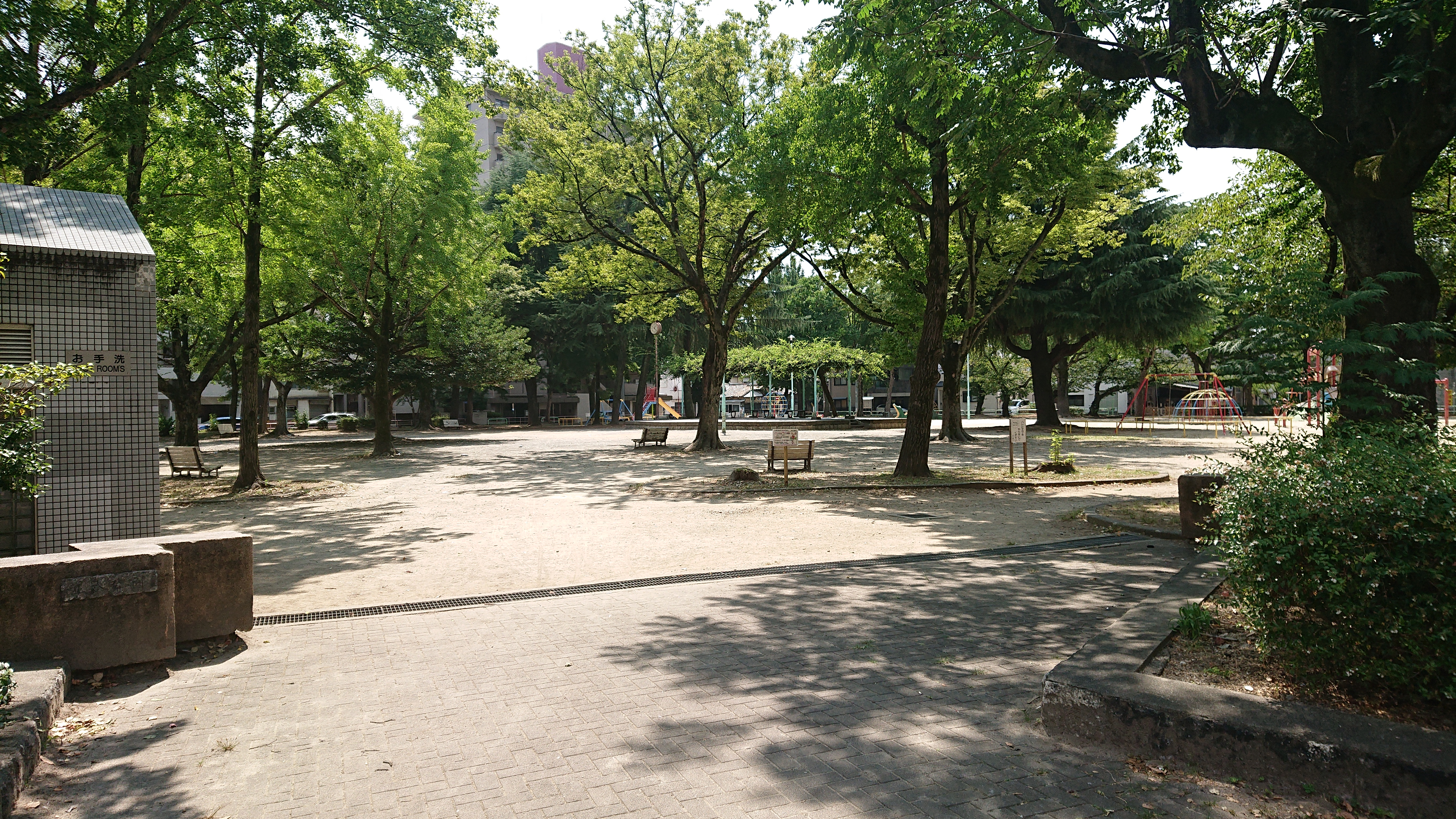
正木公園
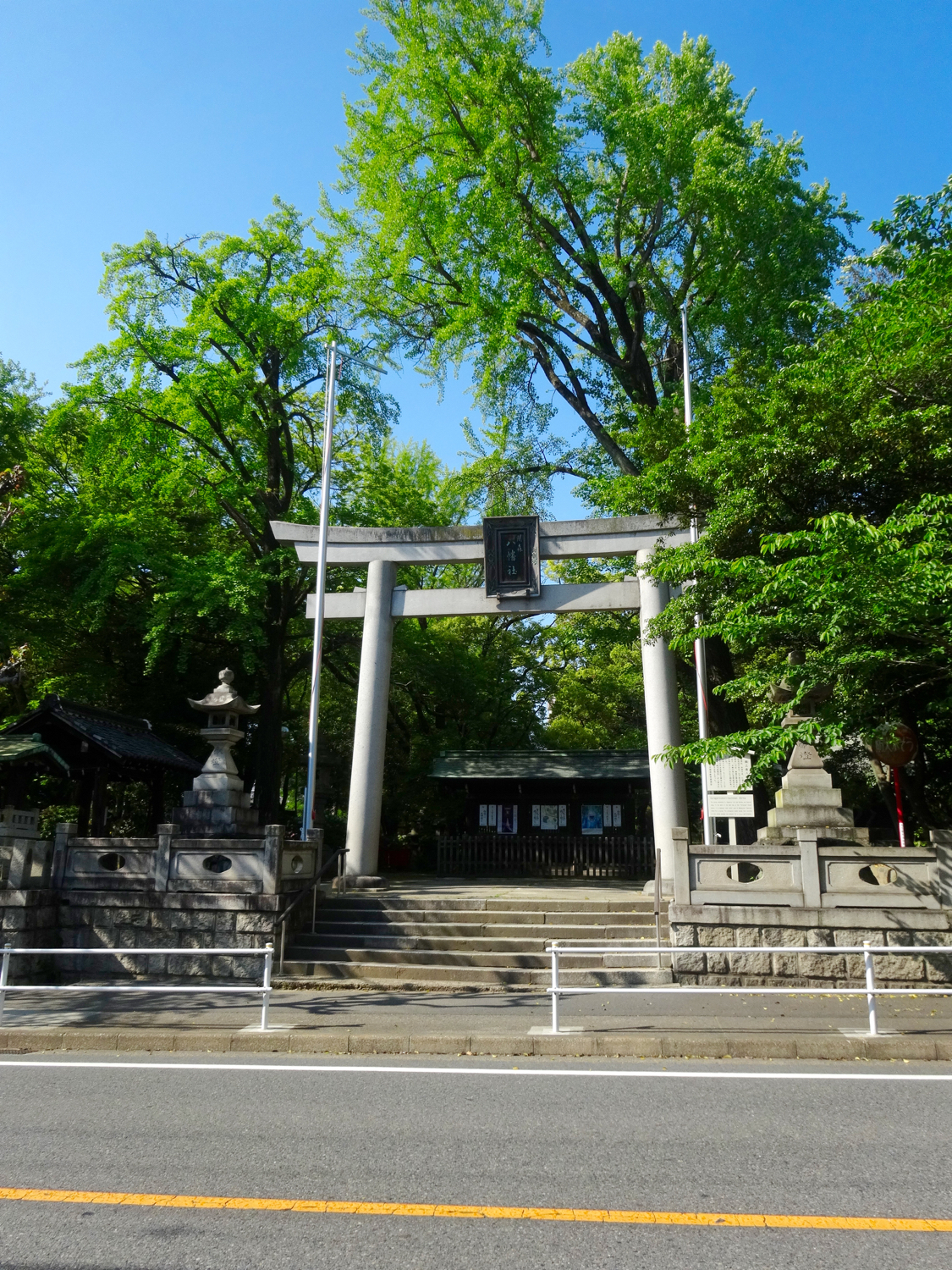
闇之森八幡社

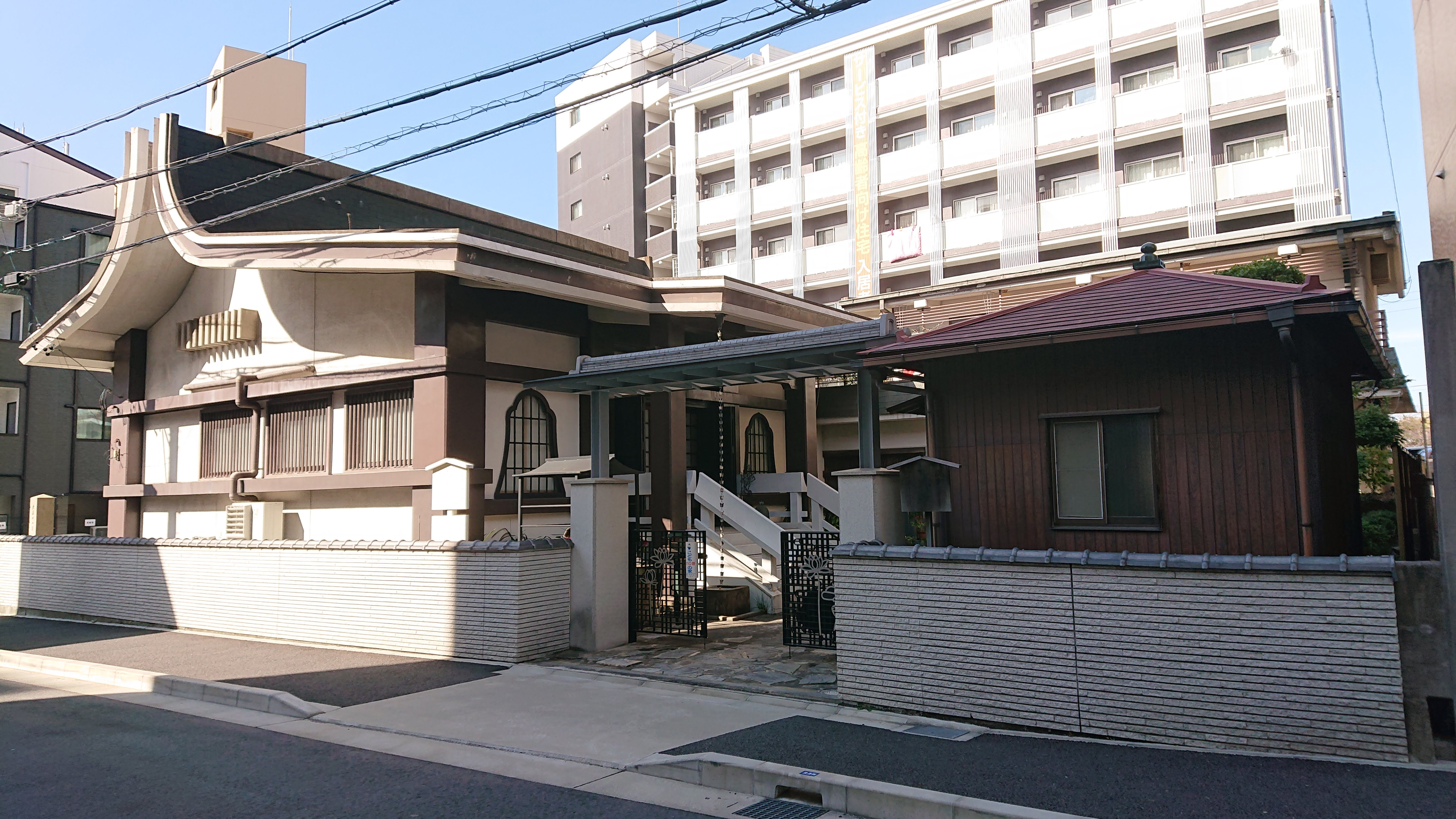
願興寺

3. ↑  名古屋郷土文化会 1992, pp. 18–24.
4. 1 2  名古屋郷土文化会 1992, p. 18.
5. 1 2 3 4  名古屋市計画局 1992, p. 791.
6. 1 2 3  商工信用センター 1972, p. 59.